# Shimon Bar-Efrat

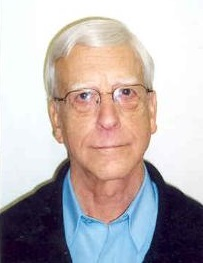
Shimon Bar-Efrat

Shimon Bar-Efrat, född 1929, död 2010, var en israelisk bibelforskare med inriktning på Gamla Testamentet. Han var forskningschef vid avdelningen för bibelstudier vid Hebrew University Secondary School i Jerusalem, och är mest känd för boken Narrative Art in the Bible